# Berlinale 2015
La Berlinale 2015, 65e édition du festival international du film de Berlin (65. Internationalen Filmfestspiele Berlin), s'est déroulée du 5 au 15 février 2015.

## Déroulement et faits marquants

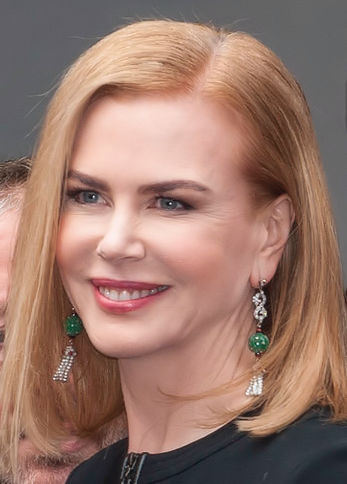
Nicole Kidman à la présentation de Queen of the Desert au 65e Festival de Berlin.

L'Ours d'or d'honneur a été attribué à Wim Wenders. Le cinéaste présentait en hors-compétition Every Thing Will Be Fine, sa première fiction depuis sept ans.
L'identité du président du jury est annoncée début novembre 2014. Il s'agit du réalisateur américain Darren Aronofsky. Il avait présidé le jury de la Mostra de Venise 2011.
Le 15 décembre 2014, une partie de la sélection officielle est annoncée, dont le dernier film de Terrence Malick, inscrit en compétition.
Le 22 décembre 2014, les organisateurs annoncent que le film Cinquante nuances de Grey (Fifty Shades of Grey) sera dévoilé en avant première lors d'une soirée de gala.
C'est le film Personne n'attend la nuit, de la réalisatrice espagnole Isabel Coixet, qui fait l'ouverture de cette 65e édition.
La Berlinale est marquée par le retour de Terrence Malick avec Knight of Cups et de Werner Herzog avec Queen of the Desert, deux films qui divisèrent les festivaliers.
Le jury complet des longs-métrages est annoncé le 27 janvier 2015. Il est composé de Daniel Brühl, Bong Joon-ho, Martha De Laurentiis, Claudia Llosa, Audrey Tautou et Matthew Weiner. À noter que Llosa avait remporté l'Ours d'or en 2009.
Le 15 février 2015, le palmarès est dévoilé. L'Ours d'or est attribué à Taxi (Taxi Téhéran) de Jafar Panahi. Le cinéaste étant interdit de sortir de l'Iran, il se fait représenter par sa nièce Hana Saeidi.

## Jury

### Jury international

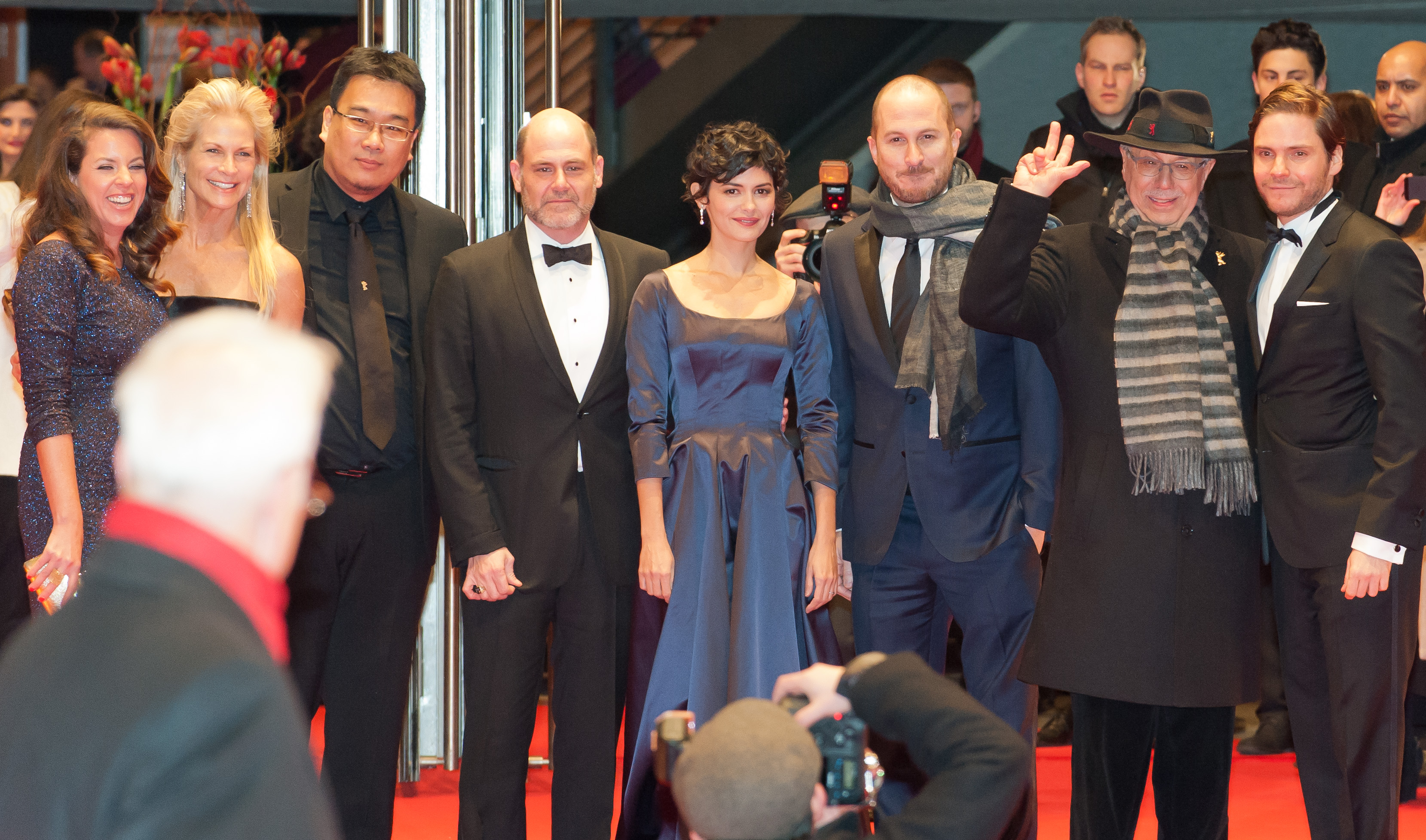
Le jury au grand complet.

| Nom | Nom                                  | Qualité                               | Nationalité  |
| --- | ------------------------------------ | ------------------------------------- | ------------ |
| t   | Darren Aronofsky (président du jury) | Réalisateur                           | États-Unis   |
| t   | Daniel Brühl                         | Acteur                                | Allemagne    |
| t   | Bong Joon-ho                         | Réalisateur                           | Corée du Sud |
| t   | Martha De Laurentiis                 | Productrice                           | États-Unis   |
| t   | Claudia Llosa                        | Réalisatrice                          | Pérou        |
| t   | Audrey Tautou                        | Comédienne                            | France       |
| t   | Matthew Weiner                       | Scénariste, producteur et réalisateur | États-Unis   |

### Autres jurys

#### Jury international des courts métrages
- Halil Altındere  Turquie
- Madhusree Dutta  Inde
- Wahyuni A. Hadi  Singapour

#### Jurys Generation
Generation 14Plus
- Bettina Blümner  Allemagne
- Tom Hern  Nouvelle-Zélande
- Michal Matus  Israël

Generation Kplus
- Sophie Hyde  Australie
- Alix Madigan-Yorkin  États-Unis
- Marten Rabarts  Nouvelle-Zélande

Jury des enfants et jury des jeunes
- Onze enfants de Berlin, 12 à 14 ans, ont été invités à être Jury des enfants; et sept adolescents sur le Jury des jeunes. Ils attribueront les Ours de cristal pour le meilleur courts et longs métrages dans leurs sélections respectives.

#### Jury du meilleur premier long métrage
- Fernando Eimbcke  Mexique
- Joshua Oppenheimer  États-Unis
- Olga Kurylenko  France

## Sélections
Un premier aperçu de la sélection est dévoilé les 15 et 16 décembre 2014,, puis d'autres films sont annoncés en janvier 2015.

### Compétition
La sélection officielle en compétition se compose de 19 films.
| Titre                                        | Titre original                                              | Réalisation          | Pays                                   | Distribution |  |
| -------------------------------------------- | ----------------------------------------------------------- | -------------------- | -------------------------------------- | --- |  |
| 45 Years                                     |                                                             | Andrew Haigh         | Royaume-Uni                            | Charlotte Rampling, Tom Courtenay                                                                                 |  |
| Aferim!                                      |                                                             | Radu Jude            | Roumanie Bulgarie République tchèque   | Teodor Corban |  |
| Le Temps des rêves                           | Als wir träumten                                            | Andreas Dresen       | Allemagne France                       | Ruby O. Fee, Joel Basman, Pit Bukowski, Merlin Rose, Gerdy Zint                                                   |  |
| Mekong Stories                               | Cha và con và                                               | Di Phan Dang         | Vietnam France Allemagne Pays-Bas      | Đỗ Thị Hải Yến, Le Cong Hoang, Truong The Vinh                                                                    |  |
| Body                                         | Ciało                                                       | Małgorzata Szumowska | Pologne                                | Janusz Gajos, Maja Ostaszewska, Justyna Suwala                                                                    |  |
| Que viva Eisenstein!                         | Eisenstein in Guanajuato                                    | Peter Greenaway      | Pays-Bas Mexique Belgique Finlande     | Elmer Bäck, Luis Alberti                                                                                          |  |
| Le Bouton de nacre                           | El botón de nácar                                           | Patricio Guzmán      | France Chili Espagne                   | |  |
| El club                                      | El club                                                     | Pablo Larraín        | Chili                                  | Roberto Farías, Antonia Zegers, Alfredo Castro, Alejandro Goic, Alejandro Sieveking, Jaime Vadell, Marcelo Alonso |  |
| Gone with the Bullets                        | Yi bu zhi yao                                               | Jiang Wen            | Chine États-Unis Hong Kong             | Jiang Wen, You Ge, Zhou Yun, Shu Qi, Huang Hung                                                                   |  |
| Ixcanul                                      |                                                             | Jayro Bustamante     | Guatemala France                       | María Mercedes Coroy, María Telón, Manuel Antún, Justo Lorenzo, Marvin Coroy                                      |  |
| Journal d'une femme de chambre               |                                                             | Benoît Jacquot       | France Belgique                        | Léa Seydoux, Vincent Lindon, Clotilde Mollet, Hervé Pierre, Vincent Lacoste                                       |  |
| Knight of Cups                               |                                                             | Terrence Malick      | États-Unis                             | Christian Bale, Cate Blanchett, Natalie Portman                                                                   |  |
| Personne n'attend la nuit (film d'ouverture) | Nobody Wants the Night                                      | Isabel Coixet        | Espagne                                | Juliette Binoche, Rinko Kikuchi, Gabriel Byrne                                                                    |  |
| Queen of the Desert                          |                                                             | Werner Herzog        | États-Unis                             | Nicole Kidman, James Franco, Damian Lewis, Robert Pattinson                                                       |  |
| Ten no Chasuke                               |                                                             | Sabu                 | Japon                                  | Ken'ichi Matsuyama, Yūsuke Iseya, Susumu Terajima, Ren Ōsugi                                                      |  |
| Taxi Téhéran                                 | Taxi                                                        | Jafar Panahi         | Iran                                   | Jafar Panahi |  |
| Sous les nuages électriques                  | Pod elektritcheskimi oblakami (Под электрическими облаками) | Alexeï Guerman Jr    | Russie Ukraine Pologne                 | Loui Frank, Merab Ninidze, Viktoria Korotkova, Tchoulpan Khamatova, Anastasia Melnikova, Piotr Gąsowski           |  |
| Vierge sous serment                          | Vergine giurata                                             | Laura Bispuri        | Italie Suisse Allemagne Albanie Kosovo | Alba Rohrwacher, Lars Eidinger, Flonja Kodheli                                                                    |  |
| Victoria                                     |                                                             | Sebastian Schipper   | Allemagne                              | Laia Costa, Frederick Lau, Franz Rogowski, Burak Yiğit, Maximilian Mauff, André Hennicke                          |  |

### Hors compétition
4 films sont présentés hors compétition.
| Titre                     | Titre original                     | Réalisation         | Pays                                  | Distribution                                                                                      |
| ------------------------- | ---------------------------------- | ------------------- | ------------------------------------- | ------------------------------------------------------------------------------------------------- |
| Elser, un héros ordinaire | Elser: Er hätte die Welt verändert | Oliver Hirschbiegel | Allemagne                             | Christian Friedel, Katharina Schüttler, Burghart Klaussner                                        |
| Cendrillon                | Cinderella                         | Kenneth Branagh     | États-Unis                            | Cate Blanchett, Lily James, Richard Madden, Stellan Skarsgård, Derek Jacobi, Helena Bonham Carter |
| Every Thing Will Be Fine  |                                    | Wim Wenders         | Allemagne Canada France Suède Norvège | James Franco, Rachel McAdams, Charlotte Gainsbourg                                                |
| Mr. Holmes                |                                    | Bill Condon         | Royaume-Uni États-Unis                | Ian McKellen, Laura Linney, Milo Parker, Hiroyuki Sanada, Hattie Morahan                          |

### Berlinale Special
| Titre                     | Titre original       | Réalisation                                 | Pays       |
| ------------------------- | -------------------- | ------------------------------------------- | ---------- |
| Cinquante nuances de Grey | Fifty Shades of Grey | Sam Taylor-Wood                             | États-Unis |
| Bloodline                 | Bloodline            | Todd A. Kessler Daniel Zelman Glenn Kessler | États-Unis |

### Panorama
| Titre                                           | Titre original | Réalisation              | Pays                     |
| ----------------------------------------------- | -------------- | ------------------------ | ------------------------ |
| 54 : The Director's Cut                         |                | Mark Christopher         | États-Unis               |
| Censored Voices                                 |                | Mor Loushy               | Israël et Allemagne      |
| Chorus                                          |                | François Delisle         | Canada                   |
| Der letzte Sommer der Reichen                   |                | Peter Kern               | Autriche                 |
| Dora oder Die sexuellen Neurosen unserer Eltern |                | Stina Werenfels          | Suisse et Allemagne      |
| Dyke Hard                                       |                | Bitte Andersson          | Suède                    |
| Ode to My Father                                |                | JK Youn                  | Corée du Sud             |
| I Am Michael                                    |                | Justin Kelly             | États-Unis               |
| Paradise in Service                             | 軍中樂園       | Doze Niu Chen-Zer        | Taïwan                   |
| Meurtre à Pacot                                 |                | Raoul Peck               | France, Haïti et Norvège |
| Out of Nature                                   | Mot naturen    | Ole Giæver et Marte Vold | Norvège                  |
| Ned Rifle                                       |                | Hal Hartley              | États-Unis               |

## Palmarès

### Compétition officielle
| Prix                                                  | Attribué à                                                            | Pays           |
| ----------------------------------------------------- | --------------------------------------------------------------------- | -------------- |
| Ours d'or                                             | Taxi Téhéran de Jafar Panahi                                          | Iran           |
| Grand prix du jury                                    | El club de Pablo Larraín                                              | Chili          |
| Ours d'argent du meilleur réalisateur                 | Radu Jude pour Aferim!                                                | Roumanie       |
| Ours d'argent du meilleur réalisateur                 | Małgorzata Szumowska pour Body                                        | Pologne        |
| Ours d'argent du meilleur acteur                      | Tom Courtenay pour 45 Years                                           | Royaume-Uni    |
| Ours d'argent de la meilleure actrice                 | Charlotte Rampling pour 45 Years                                      | Royaume-Uni    |
| Ours d'argent du meilleur scénario                    | El botón de nácar de Patricio Guzmán                                  | Chili          |
| Ours d'argent de la meilleure contribution artistique | Sturla Brandth Grøvlen pour Victoria                                  | Allemagne      |
| Ours d'argent de la meilleure contribution artistique | Evgeniy Privin et Sergey Mikhalchuk pour Pod electricheskimi oblakami | Russie Ukraine |
| Prix Alfred-Bauer                                     | Ixcanul Volcano de Jayro Bustamante                                   | Guatemala      |

### Prix du meilleur premier film
| Prix                  | Attribué à                    | Pays    |
| --------------------- | ----------------------------- | ------- |
| Meilleur premier film | 600 Miles de Gabriel Ripstein | Mexique |

### Prix spéciaux

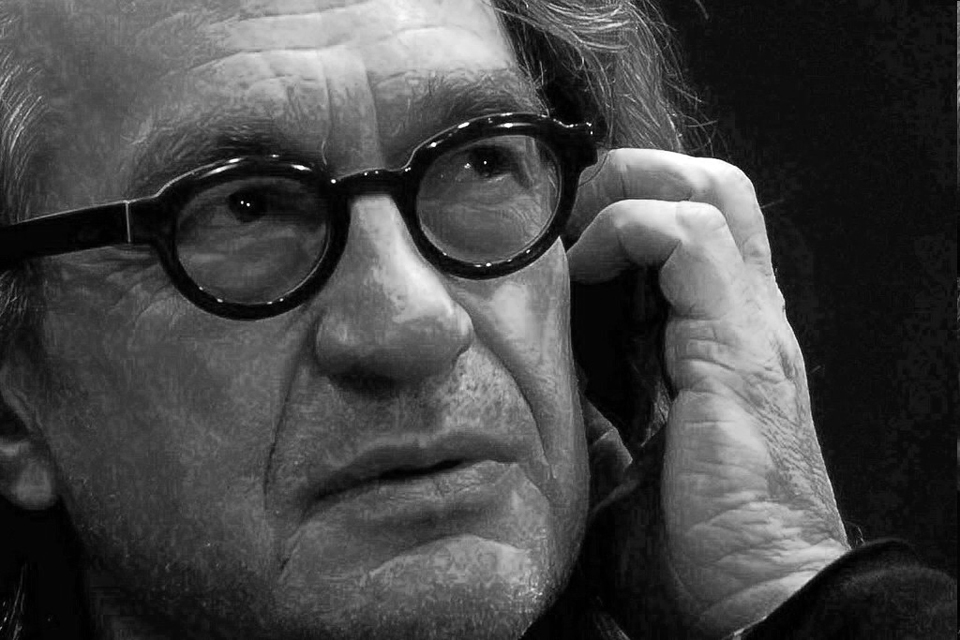
Wim Wenders (2008)

| Prix                   | Attribué à    | Pays       |
| ---------------------- | ------------- | ---------- |
| Ours d'or d'honneur    | Wim Wenders   | Allemagne  |
| Caméra de la Berlinale | Alice Waters  | États-Unis |
| Caméra de la Berlinale | Carlo Petrini | Italie     |

### Prix indépendants
- Prix FIPRESCI de la Berlinale : 
  - Compétition : Taxi Téhéran de Jafar Panahi
  - Panorama : Paridan az ertefa kam de Hamed Rajabi
  - Forum : Il gesto delle mani de Francesco Clerici
- Teddy Award : Nasty Baby de Sebastián Silva
- Prix du jury œcuménique de la Berlinale : Le Bouton de nacre de Patricio Guzmán